# 海蝶螺科
海蝶螺科（學名：Atlantidae），也叫明螺科，是玉黍螺類支序之下一個全浮游（holoplanktonic）海洋腹足綱軟體動物的科。
根據2005年的《布歇特和洛克羅伊的腹足類分類》，海蝶螺科之下並沒有再細分作亞科。

## 型態描述
海蝶螺科是一組全浮游的腹足綱海洋軟體動物。
他們有着微觀尺寸的身體，螺殼直徑小於或稍大於10mm。腹足演化成可幫助游泳的盤狀腹鰭和尾部，並向前延伸至頭部底下。
螺殼平捲右旋（即順時針方向）。口蓋及部分物種的殼體未完全鈣化，只由贝壳素構成，但亦因此而令其口蓋維持彈性。
體表周圍有提高的龍骨板（keel），但很薄很脆弱。
外唇有深灣。
生存於溫暖的水域。
雖然這個科的物種都是浮游生物，但其身體卻是「負浮力」，日間要靠不斷游泳來保持身體浮在水面；而夜間就透過分泌出黏液來固定其身體。

## 分類

### 屬
海蝶螺科包括下列各屬 ：
- 海蝶螺屬 Atlanta Lesueur, 1817：模式屬，亦作明螺屬
- 角明螺屬 Oxygyrus Benson, 1835：單種屬，只有角明螺（Oxygyrus keraudrenii (Lesueur, 1817)）一個物種[1] 。
- 原海蝶螺屬 Protatlanta Tesch, 1908：亦作原明螺屬，有兩個現生種和三個化石種[4]:3,8,9[5][1]。
- † Bellerophina d’Orbigny, 1843
- † 始海蝶螺屬 Eoatlanta Cossmann, 1888 (Paleocene-Eocene)
- † Mioatlanta di Geronimo, 1974

最古老的海蝶螺屬物種Atlanta arenularia Gougerot & Braillon, 1965 的化石發現於巴黎盆地的Bartonian，其型態跟現時各海蝶螺屬物種相去甚遠。

## 外部連結
- Seapy, Roger R. 2008. Atlantidae Rang, 1829. Version 29 December 2008 (under construction); Tree of Life Web Project : Atlantidae （页面存档备份，存于）